# Energiekauwgom

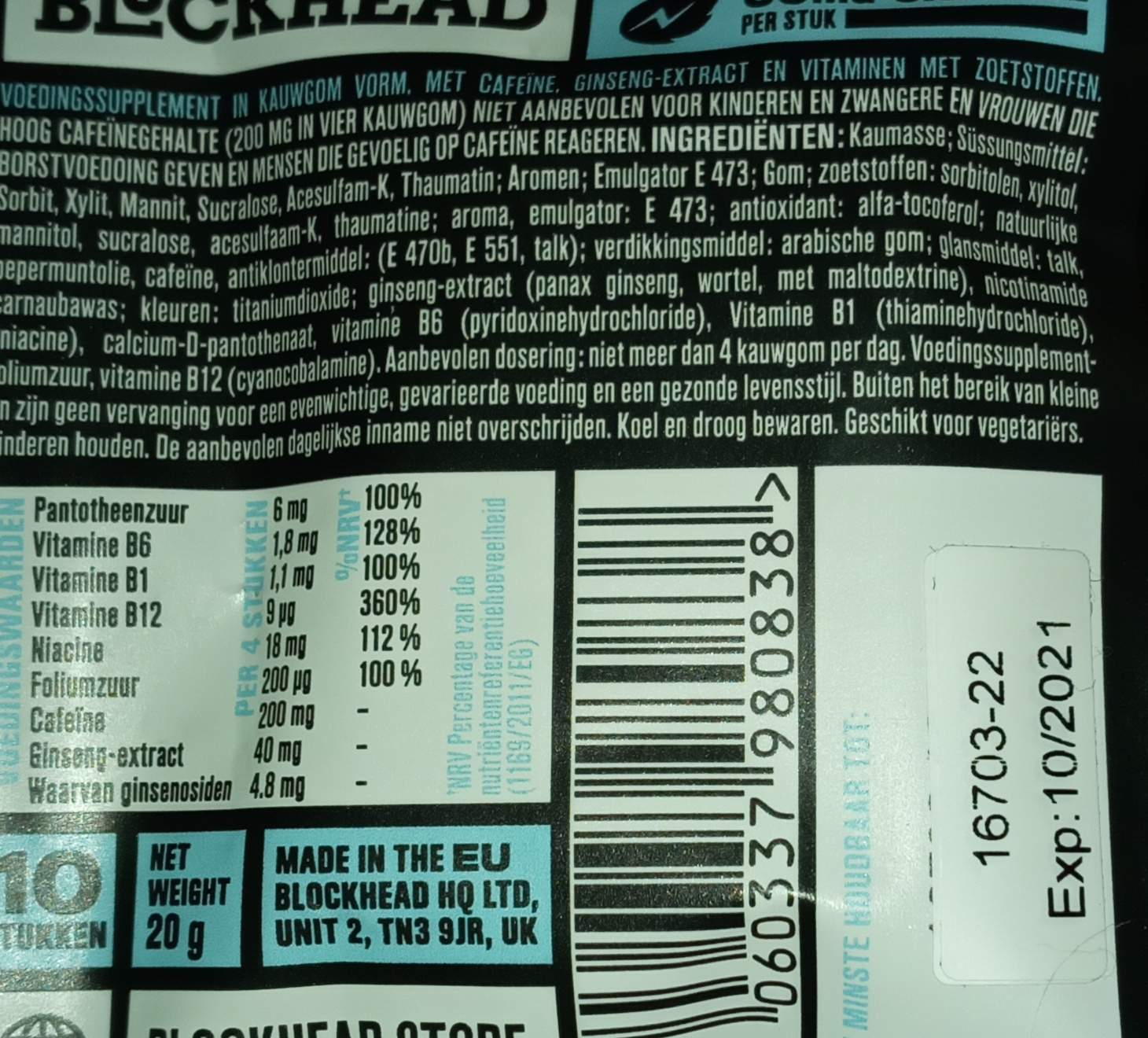
Energiekauwgom, achterzijde verpakking (cropped), 17 augustus 2021

Een energiekauwgom of energy gum is een soort kauwgom die een stimulerende werking op mensen kan hebben. Energiekauwgom bevat een bepaalde hoeveelheid cafeïne en een aantal andere ingrediënten, die een positief effect hebben op fysieke en mentale prestaties.

## Ingrediënten
Ingrediënten die in de meeste soorten energiekauwgom voorkomen zijn:
- Cafeïne. De meeste energiekauwgoms bevatten 50 milligram (40-80 mg) cafeïne. Dit is vergelijkbaar met een kopje koffie of bij 80 mg met een energy drink, een mok koffie of een sterke kop.
- Ginseng
- Guarana
- Vitamine B1 en nog vijf andere B-vitaminen. Er zijn ook soorten/merken zonder B-vitaminen, of met minder soorten.
- Maltitol
- Sorbitol
- Sucralose
- Taurine

Opvallend is dat thiamine (vitamine B1) vrijwel nooit in energy drinks voorkomt en wel in sommige van deze kauwgoms. De werking van thiamine wordt snel verminderd door vocht en thiamine heeft geen oppeppend effect, wat de redenen zijn dat het vrijwel niet aan energy drinks wordt toegevoegd. Via de kauwgom wordt het beter opgenomen door het lichaam.

## Effect
Als cafeïne geconsumeerd wordt middels een kauwgom, wordt het snel geabsorbeerd in de bloedbaan via het mondslijmvlies. De werking van de cafeïne begint dan binnen tien minuten. Hiernaast is aangetoond dat kauwen een positieve werking heeft op de focus. Deze effecten leiden tot verbetering in cognitieve prestaties. Kauwen leidt ook tot activatie van de hippocampus, waardoor stress beter gereguleerd kan worden.

## Risico's
Bij cafeïne is er een verslavingsrisico bij een te hoge dosering. Het Voedingscentrum adviseert maximaal 400 milligram per dag voor gezonde personen van 21 jaar en ouder. Voor zwangeren en vrouwen die borstvoeding geven is dit maximaal 200 mg per dag: twee kopjes of één beker koffie. Jongeren tussen de 13 en 18 jaar wordt aangeraden niet meer dan één cafeïnerijk product per dag te nemen. Kinderen onder de 13 jaar wordt aangeraden om geen cafeïnerijke producten nemen. 